# Ołtarzew-Kolonia
Ołtarzew-Kolonia – niestandaryzowana część miasta Ożarów Mazowiecki o charakterze rekreacyjno-rezydencyjnym. Stanowi najdalej na zachód wysuniętą część miasta. Rozpościera się na północ od ulicy Poznańskiej i na zachód od ulicy 1 Maja, po granice miasta. Od południa i zachodu graniczy ze wsią Ołtarzew, której to do 1929 roku była częścią. Od północy ma krótką granicę ze wsią Kaputy.
W latach 1929–1961 samodzielna miejscowość. Zasięgowi Ołtarzewa-Kolonii odpowiada obręb ewidencyjny 01 (TERYT 143206_4).
Znajduje się tu m.in. Park Kultury i Wypoczynku oraz dwa cmentarze (wojenny i komunalny).

## Historia
Wieś Ołtarzew-Kolonia powstała w 1929 roku w wyniku rozparcelowania wsi Ołtarzew, należącej od 1867 do gminy Ożarów w powiecie warszawskim. 20 października 1933 utworzono gromadę Ołtarzew w granicach gminy Ożarów, składającą ze wsi Ołtarzew, wsi Ołtarzew-Kłopot i kolonii Ołtarzew.
Podczas II wojny światowej w Generalnym Gubernatorstwie, w powiecie Warschau w dystrykcie warszawskim. W 1943 liczba mieszkańców  Ołtarzewa (z kolonią Ołtarzew) wynosiła 1442 mieszkańców.
Po wojnie Ołtarzew-Kolonia utworzył odrębną gromadę w gminie Ożarów. 1 lipca 1952 wraz z całą gminą Ożarów włączony do nowo utworzonego powiatu pruszkowskiego w województwie warszawskim.
W związku z reformą administracyjną państwa jesienią 1954 zniesiono gminy, a dotychczasową gromadę Ołtarzew-Kolonia włączono do nowo utworzonej gromady Ołtarzew w powiecie pruszkowskim.
31 grudnia 1961 z gromady Ołtarzew wyłączono wieś Ołtarzew-Kolonia, włączając ją do osiedla (od 1957) Ożarów-Franciszków w tymże powiecie. 1 stycznia 1967 osiedle Ożarów-Franciszków otrzymało status miasta z równoczesną zmianą nazwy na Ożarów Mazowiecki, przez co Ołtarzew-Kolonia stał się obszarem miejskim.